# Puliti

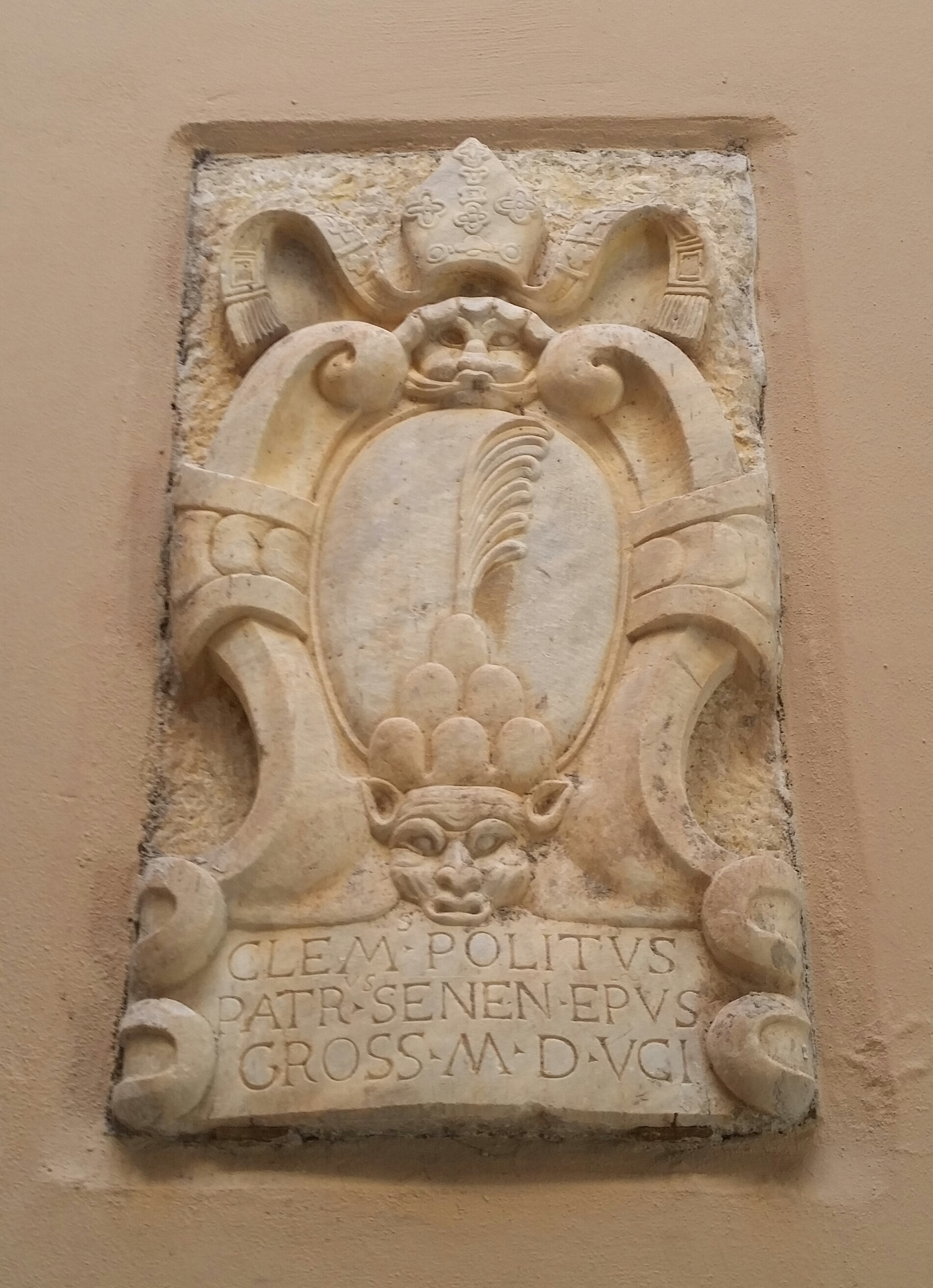
Stemma di Clemente Puliti nel palazzo vescovile di Grosseto

Quella dei Puliti o Politi è stata una famiglia appartenente alla nobiltà senese, influente negli ambienti politici e culturali cittadini intorno ai secoli XV, XVI e XVII. Appartenevano al Monte dei nove e si fregiavano del titolo di "conti di San Quirico", città della Val d'Orcia nella quale detenevano diversi possedimenti.

## Storia familiare
La famiglia condivide le origini biografiche con quella degli illustri conti Politi di Recanati, che riconosce capostipite in Salvone, originario di San Gimignano, crociato al seguito di Federico II e comandante supremo delle truppe a Ioppe, antica Giaffa, morto sul campo di battaglia. A Siena la famiglia diede alla luce illustri personalità tra le quali si annoverano capitani del popolo, letterati e uomini di chiesa. Fra questi si ricorda Ambrogio Catarino, eminente teologo, giurista e arcivescovo di Conza e Minori. Contrassero inoltre legami di parentela con la famiglia senese dei conti Caterini. Le notizie sui Puliti si diradano a partire dal seicento, secolo durante il quale visse l'ultimo membro illustre della famiglia, Adriano, che fu un erudito traduttore di Tacito e segretario di cardinali presso la Città Santa. Probabilmente essa fu soggetta a un repentino declino economico che la fece decadere nell'anonimato, anche se non esistono tutt'oggi fonti che lo attestino. Alcuni membri sono ancora sepolti nella cappella di famiglia presso la basilica di San Francesco in Siena.

## Personalità illustri
- Ambrogio Catarino, al secolo Lancillotto, giurista, teologo e arcivescovo vissuto nel XVI secolo.
- Giovanbattista, professore di medicina presso l'università di Siena, insigne matematico e filosofo. Fu tra i Fondatori dell'Accademia Grande di Siena.
- Lelio di Claudio, capitano del popolo nel 1642.
- Paolo di Lodovico, capitano del popolo nel 1580.
- Tommaso di Claudio, capitano del popolo nel 1624.
- Adriano, erudito, traduttore di Tacito, segretario di Cardinali e accademico della Crusca.

## Stemma e motto
Lo stemma dei Puliti è costituito da sei cime d'oro su sfondo azzurro, al monte delle quali si trova un ramo di palma, simbolo di fertilità. Lo stemma è ancora visibile in una delle sale di Palazzo Pubblico, insieme a quelli delle altre famiglie della nobiltà cittadina. Il motto della casata era: Nec in arido defit (letteralmente: "Non manca in terra"), ad indicare la fertilità delle terre possedute dalla famiglia.